# باسالا سامبو
باسالا سامبو (انگلیسی: Bassala Sambou؛ زادهٔ ۱۵ اکتبر ۱۹۹۷) بازیکن فوتبال اهل آلمان است.
از باشگاه‌هایی که در آن بازی کرده‌است می‌توان به باشگاه فوتبال اورتون و باشگاه فوتبال کاونتری سیتی اشاره کرد.